# Gestreepte strandloper
De gestreepte strandloper (Calidris melanotos) is een vogel uit de familie van de strandlopers en snippen (Scolopacidae).

## Herkenning
De vogel is 19 tot 23 cm lang en heeft een spanwijdte van 38 tot 44 cm. De vogel lijkt enigszins op een kleine, slanke kemphaan (vrouwtje). Van boven heeft deze strandloper hetzelfde patroon van afwisselend bruin en donkere schubben met lichte randen. Een opvallend kenmerk is de gestreepte borst, waarbij het strepenpatroon een scherpe afscheiding heeft met de verder lichte buik. Over de witte staart loopt verticaal een zwarte band. De poten zijn licht grijsgroen tot vuilgeel, de snavel is donker aan de punt en lichter aan de basis. De strandloper heeft een roomkleurige wenkbrauwstreep, met daarin nog kleine donkere streepjes.

## Verspreiding en leefgebied
De gestreepte strandloper broedt in noordelijk Siberië, westelijk en noordelijk Alaska en noordelijk Canada. Het is een langeafstands-trekvogel die overwintert in Australië en Nieuw-Zeeland en Zuid-Amerika. Het leefgebied in de zomer bestaat uit arctische, vochtige en rijk begroeide toendra. In de overwinteringsgebieden verblijft de vogel in een groot aantal typen draslanden, zowel met zout, zout als brak water, zoals wadden, moerassen langs rivieren en meren, natte weilanden, lagunes en oevers van meren op hoogvlaktes tot op 4500 m boven de zeespiegel.

### Voorkomen in Europa
In Europa is het een regelmatige dwaalgast. Voor 1961 zijn er geen waarnemingen, maar sinds 1981 is de soort jaarlijks in Nederland waargenomen.

## Status
De grootte van de wereldpopulatie werd in 2006 geschat op 25.000 tot 100.000 individuen. Men veronderstelt dat de soort in aantal stabiel is. Om deze redenen staat de gestreepte strandloper als niet bedreigd op de Rode Lijst van de IUCN.

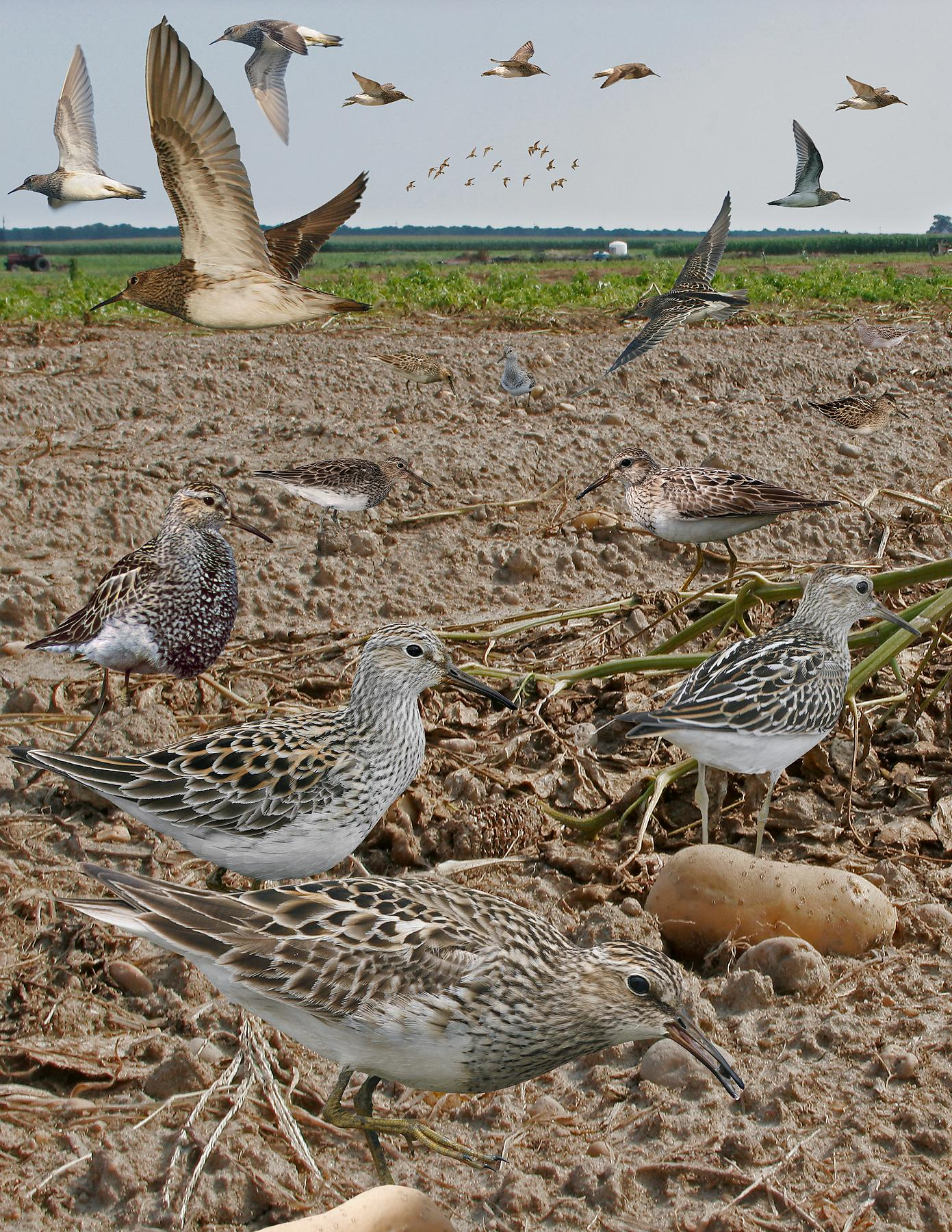
Afbeelding van de soort in alle kleden uit de Crossley Guide Eastern Birds